# Planiloricaria cryptodon
Planiloricaria cryptodon är en fiskart som först beskrevs av Isbrücker, 1971.  Planiloricaria cryptodon ingår i släktet Planiloricaria och familjen Loricariidae. Inga underarter finns listade i Catalogue of Life.